# Moura (Santo Agostinho e São João Baptista) e Santo Amador
Moura (Santo Agostinho e São João Baptista) e Santo Amador est une paroisse civile portugaise (en portugais : freguesia) de la municipalité de Moura dans le district de Beja. Elle est créée en 2013, par fusion des paroisses de Moura (Santo Agostinho), Moura (São João Baptista) et Santo Amador.

## Géographie
La paroisse est située dans le Bas Alentejo. Elle est arrosée par le Guadiana, qui délimite son territoire au nord-ouest. Le barrage d'Alqueva se trouve à la frontière entre la paroisse et Alqueva.

## Histoire
La paroisse est créée par la loi no 11-A/2013 du 28 janvier 2013 portant réorganisation administrative du territoire des freguesias, en fusionnant les paroisses de Moura (Santo Agostinho), Moura (São João Baptista) et Santo Amador. Son nom officiel est União das Freguesias de Moura (Santo Agostinho e São João Baptista) e Santo Amador et son siège est fixé à Santo Agostinho.

## Démographie
Lors du recensement de 2021, Moura (Santo Agostinho e São João Baptista) e Santo Amador compte 8 039 habitants. Elle comprend ainsi la majorité de la population de la municipalité de Moura, qui réunit 13 258 habitants sur 5 paroisses.